# قلعه ناکام
قلعه ناکام مربوط به دوره قاجار است و در شهرستان الیگودرز، روستای آب باریک علیا واقع شده و این اثر در تاریخ ۱۸ اردیبهشت ۱۳۸۰ با شمارهٔ ثبت ۳۷۵۹ به‌عنوان یکی از آثار ملی ایران به ثبت رسیده است.